# Armand de Moré de Pontgibaud
 (janvier 2019).
Si vous disposez d'ouvrages ou d'articles de référence ou si vous connaissez des sites web de qualité traitant du thème abordé ici, merci de compléter l'article en donnant les références utiles à sa vérifiabilité et en les liant à la section « Notes et références ».
Armand-Victoire de Moré, comte de Pontgibaud (né le 13 août 1786 à Paris, mort le 23 janvier 1855 à Fontainebleau), est un homme politique français. 

## Biographie
Fils d'Albert-François de Moré de Chaliers, comte de Pontgibaud, colonel, chevalier de Saint-Louis, et de Jeanne de Pecquet, il épousa en 1818 Amantine de La Rochelambert, sœur d'Henri de La Rochelambert et petite-fille de Joachim de Dreux-Brézé.
Riche propriétaire, il émigre, avec sa famille, au commencement de la Révolution, et, après avoir servi au l'Armée de Condé, établit à Trieste une maison de commerce qui prospère, au point de devenir en peu d'années une des plus importantes de cette ville. Ses relations commerciales le mettent en rapport avec plusieurs grands personnages de l'Europe. 
Membre de la Légion d'honneur le 9 vendémiaire au XII, grand officier de cet ordre le 25 prairial, comte de l'Empire la 26 avril 1808, il est compris par la Restauration dans la promotion des 76 pair de France nommés le 5 novembre 1827 et fait baron pair en 1829. Pontgibaud soutient de ses votes le gouvernement de Charles X, et est exclu de la Chambre haute à la chute de la branche aînée, en vertu de l'article 68 de la Charte de 1830.